# Tales from the Lush Attic
Tales from the Lush Attic — другий студійний альбом англійської групи IQ, який був випущений у 1983 році.

## Композиції
1. The Last Human Gateway – 19:57
2. Through the Corridors – 2:35
3. Awake and Nervous – 7:45
4. My Baby Treats Me Right 'Cos I'm a Hard Lovin' Man All Night Long – 1:45
5. The Enemy Smacks – 13:49
6. Just Changing Hands – 10:18

## Учасники запису
- Пітер Нікколлс — вокал
- Майкл Голмс — гітара
- Мартін Орфорд — клавішні
- Тім Есау — бас-гітара
- Пол Кук — ударні